# Sertralin
Sertralin ist eine chemische Verbindung, die zu den Halogenaromaten und Aminen zählt. Als Antidepressivum aus der Gruppe der selektiven Serotonin-Wiederaufnahmehemmer (SSRI) wird die Substanz bei Depressionen, Angststörungen, Panikstörungen, posttraumatischen Belastungsstörungen und Zwangsstörungen angewendet.
Sertralin kann bereits bei der ersten Einnahme antriebssteigernd wirken (aber auch Unruhe und Schwitzen verstärken). Nach frühestens sieben Tagen setzt die stimmungsaufhellende Wirkung ein. Dieser Effekt baut sich dann während der danach folgenden 7–21 Tage aus.

## Anwendungsgebiete
Die Verabreichung von Sertralin erfolgt ausschließlich oral (d. h. zur Einnahme, etwa als Filmtablette oder Flüssigkonzentrat), wobei Sertralin in seiner Salzform Sertralinhydrochlorid verwendet wird. Die verwendeten Dosierungen richten sich nach der Erkrankung.

### Depression
Patienten mit schwerer Depression konnten mit Sertralin erfolgreich behandelt werden. Bei der kurzfristigen Behandlung (bis zwölf Wochen) der Dysthymie ist Sertralin dem Placebo überlegen. Langfristig angewendet erwies sich Sertralin in einer Studie wirksamer als interpersonelle Psychotherapie. Bei der Behandlung der von Zwängen begleiteten Depression ist Sertralin wirksamer als Desipramin. Bei Patienten mit komorbider Panikstörung war Sertralin so wirkungsvoll wie Imipramin, hatte aber weniger Nebenwirkungen. Die Beurteilung der Wirksamkeit wird jedoch durch nicht veröffentlichte Negativ-Studien erschwert.
Die Sertralin-Behandlung wird üblicherweise mit einer Anfangsdosis von 50 mg/Tag begonnen.

### Zwangserkrankung
Bei der Behandlung von Zwangserkrankungen ist Sertralin sowohl bei Erwachsenen als auch bei Kindern wirksamer als ein Placebo. Sertralin war bei der Behandlung von Zwängen wirksamer als Fluoxetin, jedoch weniger wirksam als Clomipramin. Sertralin ist zur Langzeitbehandlung bei Zwangserkrankungen geeignet.

### Panikstörung
Bei der Behandlung von Panikstörungen ist Sertralin wirksamer als ein Placebo. Es ist sowohl bei Patienten mit als auch bei Patienten ohne Agoraphobie wirksam.
Die Therapie sollte mit 25 mg/Tag eingeleitet und die Dosis nach einer Woche auf einmal täglich 50 mg erhöht werden. Unter diesem Dosisschema verringerte sich die Inzidenz der Nebenwirkungen, die typischerweise bei Panikstörungen in der frühen Behandlungsphase auftreten.

### Soziale Phobie
Sertralin kann erfolgreich zur Behandlung der sozialen Phobie eingesetzt werden. Bei der Behandlung der sozialen Phobie mit Sertralin kann es sechs bis zwölf Wochen dauern, bis sich ein Behandlungserfolg einstellt. Bei Patienten, die erst im Erwachsenenalter erkrankten, ist die Wirksamkeit höher als bei anderen Patienten.
Die Therapie sollte mit 25 mg/Tag eingeleitet und die Dosis nach einer Woche auf einmal täglich 50 mg erhöht werden. Unter diesem Dosisschema verringerte sich die Inzidenz der Nebenwirkungen, die typischerweise bei Panikstörungen in der frühen Behandlungsphase auftreten.

### Posttraumatische Belastungsstörung
Sertralin ist bei der Behandlung der Posttraumatischen Belastungsstörung (kurz: PTBS) bei Zivilisten wirksamer als das Placebo. Teilweise tritt der Behandlungserfolg erst nach der zwölften Woche ein. Patienten, deren Zustand sich in der zwölften Woche noch nicht gebessert hatte, erfuhren in 54 % der Fälle bis zur 24. Behandlungswoche eine Besserung der Beschwerden. Je gravierender die Symptome, desto länger dauerte es, bis die Patienten auf die Behandlung ansprachen. Eine Studie bei Kriegsveteranen lässt vermuten, dass Sertralin auch bei diesen wirksam ist. Bei einer anderen Studie, die sich ebenfalls mit Kriegsveteranen beschäftigte, war Sertralin dem Placebo nicht überlegen. Während die Wirksamkeit von Sertralin bei Frauen mit PTBS gut belegt ist, ist sie für Männer mit PTBS weniger gut belegt.

## Pharmakologie

### Wirkmechanismus
Sertralin ist ein selektiver Serotonin-Wiederaufnahmehemmer, der die Konzentration von Serotonin im synaptischen Spalt im Zentralnervensystem erhöhen soll. Weitere Wirkmechanismen sind so schwach, dass sie vernachlässigt werden können (Dopamin-Wiederaufnahmehemmer mit einem Prozent seiner SSRI-Potenz; Antagonist am Sigma-1-Rezeptor mit fünf Prozent seiner SSRI-Potenz; α1-Adrenozeptorantagonist mit ein bis zehn Prozent seiner SSRI-Potenz). Sertralin wirkt zudem als FIASMA (funktioneller Hemmer der sauren Sphingomyelinase).
| Rezeptor | Ki (nM) |
| -------- | ------- |
| SERT     | 2.8     |
| NET      | 925     |
| DAT      | 315     |
| 5-HT2C   | 2,298   |
| α1       | 188     |
| M1       | 427     |
| H1       | 6,578   |

Aus dem in der Tabelle dargestellten Bindungsprofil des Sertralins können dessen Haupt- und Nebenwirkungen abgeleitet werden. Sertralin blockiert selektiv überwiegend den Serotonintransporter (SERT), während es den Dopamintransporter (DAT) nur schwach hemmt.

### Verstoffwechselung
Resorption
Beim Menschen werden nach einmal täglicher Einnahme von 50 bis 200 mg Sertralin über 14 Tage maximale Plasmaspiegel 4,5 bis 8,4 Stunden nach der täglichen Gabe erreicht. Durch Nahrungszufuhr wird die Bioverfügbarkeit von Sertralin-Tabletten nicht signifikant beeinflusst.
Verteilung
Die Plasmaproteinbindung beträgt ungefähr 98 %.
Biotransformation
Sertralin unterliegt einem ausgeprägten First-Pass-Metabolismus durch die Leber. Aufgrund der klinischen und der In-vitro-Daten kann man davon ausgehen, dass Sertralin auf mehreren Wegen metabolisiert wird einschließlich der Cytochrom-P450-Enzyme CYP3A4, CYP2C19 und CYP2B6. In vitro sind Sertralin und sein Hauptmetabolit Desmethyl-Sertralin auch Substrate des P-Glykoproteins.
Elimination
Die mittlere Plasmahalbwertszeit von Sertralin beträgt rund 26 Stunden (22 bis 36 Stunden). Entsprechend seiner terminalen Eliminationshalbwertszeit erfolgt eine etwa zweifache Akkumulation bis zur Steady-State-Konzentration, die bei einmal täglicher Einnahme nach etwa einer Woche erreicht wird. Die Halbwertszeit von N-Desmethyl-Sertralin beträgt 62 bis 104 Stunden.
Sowohl Sertralin als auch N-Desmethyl-Sertralin werden im menschlichen Organismus stark metabolisiert, wobei die entstehenden Metaboliten zu gleichen Teilen in Fäzes und Urin ausgeschieden werden. Im Urin findet sich nur ein kleiner Anteil (unter 0,2 %) unverändertes Sertralin wieder.
Linearität/Nicht-Linearität
Sertralin zeigt dosisproportionale Pharmakokinetik über einen Bereich von 50 bis 200 mg.

## Nebenwirkungen
Sehr häufig (bei mehr als zehn Prozent der Behandelten) wurden bei Einnahme von Sertralin zentralnervöse Störungen wie Schlaflosigkeit, Schläfrigkeit, Kopfschmerzen und Schwindel, Störungen des Magen-Darm-Systems wie Übelkeit, Durchfall und Mundtrockenheit sowie bei Männern ein Ejakulationsversagen beobachtet.
Zu den häufig auftretenden Nebenwirkungen (bei ein bis zehn Prozent der Behandelten) zählen Erregung, Nervosität, Appetitstörungen, Tremor, verstärktes Schwitzen, Sehstörungen, Hautausschlag, Erbrechen, Dyspepsie, sexuelle Funktionsstörungen, Hitzewallungen, Miktionsstörungen, Herzklopfen und Schmerzen in der Brust. Weitere Nebenwirkungen auf das Herz-Kreislauf-System wurden im Vergleich zu trizyklischen Antidepressiva nur selten beobachtet.
Daneben wurde seit Markteinführung über zahlreiche weitere negative Vorkommnisse berichtet, deren Häufigkeit auf Grundlage der verfügbaren Daten nicht abschätzbar ist (eventuell ohne Kausalzusammenhang mit Sertralin), darunter Halluzinationen, Psychosen, Koma, Konvulsionen, Spasmen, Hepatitis, Gelbsucht, Leberversagen, Stevens-Johnson-Syndrom, Erythema multiforme, epidermale Nekrolyse.
Bei Patienten, die unter Manie (krankhafte Hochstimmung) oder Hypomanie (weniger starke Symptome) leiden oder gelitten haben, ist Vorsicht geboten. Bei 0,4 % der Testpatienten wurde über Manie/Hypomanie berichtet. Weiterhin kann es gelegentlich zu Euphorie, Halluzinationen oder depressiven Verstimmungen kommen.
Bei der Anwendung von Sertralin und anderen SSRI bei Kindern und Jugendlichen wurden in Studien suizidales Verhalten (Selbstmordgedanken und Selbstmordversuche) sowie Feindseligkeit (vorwiegend Aggression, oppositionelles Verhalten und Zorn) beobachtet. Aggressionen, suizidales und feindseliges Verhalten können als Nebenwirkung auch bei Erwachsenen auftreten.

## Wechselwirkungen

### Mögliches Serotonin-Syndrom
Die serotonerge Wirkung des Sertralin kann durch einen MAO-Hemmer bis zum lebensbedrohlichen Serotonin-Syndrom verstärkt werden. Daher stellt die gleichzeitige Anwendung mit irreversiblen MAO-Hemmern eine absolute Kontraindikation dar. Die gleichzeitige Anwendung mit reversiblen MAO-Hemmern, einschließlich des Antibiotikums Linezolid, ist eine relative Kontraindikation und sollte vermieden werden. Bei einem Therapiewechsel wird eine ausreichend lange therapiefreie Phase (Auswaschphase) empfohlen. Bei der gleichzeitigen Einnahme von weiteren serotoninergen Arzneistoffen, wie z. B. Triptane, konnten in einzelnen Fällen Symptome eines Serotonin-Syndroms beobachtet werden. Aus diesem Grund sollte auch die gleichzeitige Anwendung mit anderen Arzneistoffen mit einer unmittelbaren oder mittelbaren Wirkung auf das Serotoninsystem wie Tryptophan oder Johanniskraut gemieden werden.

### Blutungsrisiko durch Thrombozytenaggregationshemmung
Das Blutungsrisiko kann erhöht sein, wenn Thrombozytenaggregationshemmer (beispielsweise NSAR, Acetylsalicylsäure und Ticlopidin) oder andere Arzneimittel, die das Blutungsrisiko steigern könnten, gleichzeitig mit Sertralin, gegeben werden. Die gleichzeitige Gabe von Warfarin (4-Hydroxycumarin) führte zu einer geringen, jedoch statistisch signifikanten Erhöhung der Prothrombinzeit (um 7,9 %).

### Erhöhung des Plasmaspiegels durch Enzymhemmung
Sertralin ist ein schwacher bis mäßiger Hemmer der Arzneistoffe verstoffwechselnden Cytochrom-P450-Isoenzyme CPY2C19 und CYP2D6. Die gleichzeitige Anwendung mit Arzneistoffen, die über dieses Enzymsystem abgebaut werden, kann zu einer moderaten Erhöhung deren Plasmaspiegels führen. Eine klinische Relevanz können diese Interaktionen insbesondere bei gleichzeitiger Anwendung von hochdosiertem Sertralin mit Arzneistoffen mit enger therapeutischer Breite, beispielsweise Antiarrhythmika, wie Propafenon und Flecainid und trizyklischen Antidepressiva, erreichen. Andere Isoenzyme, einschließlich CYP3A4, CYP2C9 und CYP1A2, werden durch Sertralin nicht in klinisch signifikanter Weise gehemmt. Der Cytochrom-P450-Inhibitor Cimetidin hingegen führt zu einer erheblichen Abnahme der Eliminationsrate von Sertralin.
Auch das in der Grapefruit natürlich vorkommende Flavonoid Naringenin wird wie Sertralin über CYP3A4 verstoffwechselt. In einer an acht japanischen Personen durchgeführten Crossover-Studie erhöhte das Trinken von Grapefruitsaft (drei Gläser pro Tag) die Plasmaspiegel von Sertralin um ca. 100 Prozent, weswegen die Einnahme von Sertralin mit Grapefruitsaft nicht empfohlen wird.

### Andere
Eine gleichzeitige Anwendung mit Phenytoin kann in einzelnen Fällen den Phenytoin-Plasmaspiegel erhöhen, während der Sertralinspiegel im Vergleich zur jeweiligen Monotherapie erniedrigt ist. Sertralin seinerseits kann die Wirkung des Antipsychotikums Pimozid potenzieren. Eine gleichzeitige Einnahme von Sertralin und Pimozid ist auf Grund von dessen geringer therapeutischer Breite kontraindiziert. Auf den Konsum von Alkohol sollte während der Therapie verzichtet werden, wenngleich sich in Studien an gesunden Probanden keine Einschränkung der geistigen und psychomotorischen Fähigkeiten nach gleichzeitiger Gabe von Sertralin und Alkohol beobachten ließen. Die gleichzeitige Anwendung von Sertralin mit Lithium kann zu einer Zunahme von dessen Arzneimittelnebenwirkungen, insbesondere Tremor, führen.

## Absetzsyndrom
Ein abruptes Absetzen von Sertralin kann zu Symptomen wie Agitation, Schwindel, Kopfschmerzen, Schlafstörungen, Parästhesien, Erregung, Angst, Konfusion, Tremor, Übelkeit und Schwitzen, Empfindungen, die an leichte Stromschläge erinnern und meist ausgehend von der Mitte des Körpers in die Extremitäten ausstrahlen, oder auch am ganzen Körper auftreten („Brain zaps“), führen. Um dies zu vermeiden, wird ein Ausschleichen der Therapie empfohlen. Die beschriebenen Symptome sind nicht Zeichen einer psychischen Suchtentwicklung, sondern resultieren aus der körperlichen Abhängigkeit in Folge einer verminderten Expression von Serotonin-Rezeptoren.

## Schwangerschaft und Stillzeit
Laut dem Pharmakovigilanz- und Beratungszentrum für Embryonaltoxikologie der Universitätsklinik Charité gehört Sertralin „zu den Antidepressiva der Wahl bei pharmakologisch therapiebedürftiger Depression in der Schwangerschaft. Eine stabil eingestellte Patientin sollte ihre Medikation unverändert fortsetzen“.
Wenn eine Frau während der Schwangerschaft Sertralin einnimmt, so können Sertralin und sein Hauptmetabolit N-Desmethylsertralin im Nabelschnurblut nachgewiesen werden. Es wurden keine kontrollierten klinischen Studien bei Schwangeren durchgeführt; die bestehende Datenlage liefert jedoch keine Hinweise darauf, dass Sertralin zu angeborenen Fehlbildungen führt. Bei stillenden Frauen treten Sertralin und N-Desmethylsertralin in kleinen Mengen in die Muttermilch über. Auch wenn bislang keine gesundheitsschädlichen Wirkungen bei gestillten Säuglingen beobachtet wurden, können sie nicht ausgeschlossen werden.

## Herstellung
Die Herstellung von Sertralin erfolgt in einer vielstufigen Synthese. Im ersten Schritt wird ausgehend von 3,4-Dichlorbenzoylchlorid und Benzol in Gegenwart von Aluminiumchlorid in einer Friedel-Crafts-Acylierung das 3,4-Dichlorbenzophenon gebildet. Gefolgt von einer Aldolkondensation mit Bernsteinsäurediethylester, Decarboxylierung des Aldolprodukts mit Bromwasserstoffsäure und Hydrierung erhält man die 4-(3,4-Dichlorphenyl)-4-phenylbuttersäure als Racemat. Nach Umwandlung dieser in das Säurechlorid kann in einer Friedel-Crafts-Reaktion zur Tetrahydronaphthalinstruktur cyclisiert werden. In den folgenden Schritten wird nach Umsetzung mit Methylamin und anschließender Hydrierung des erhaltenen Azomethins die Zielstruktur erhalten. Das gewünschte Stereoisomer wird dann nach Auftrennung der Diastereomere mittels Kristallisation und anschließende Racematspaltung mit D-(−)-Mandelsäure erhalten.
Eine Synthese mit einer stereoselektiven Hydrierung einer Imin-Zwischenstufe beschrieben chinesische Autoren.

## Toxikologie
Die Bestimmung der geringsten bekannten toxischen Dosis (TDLo) ergab beim Mann einen oralen Wert von 2,857 mg/kg, bei der Frau 7 mg/kg bei Gabe über zwei Wochen. Bei Mäusen und Ratten wurden letale Dosen von 336 mg/kg (Maus, oral, LDLo) und 840 mg/kg (Ratte, oral, LDLo) ermittelt. Toxische Effekte waren Halluzinationen und andere Wahrnehmungsstörungen, Übelkeit und Erbrechen, Schweißausbrüche bei Männern, Kopfschmerzen, Veränderungen in Zähnen und Kiefer, Erregtheit bei Frauen.

## Präklinik
Es konnte gezeigt werden, dass Sertralin über keine mutagene Wirkung verfügt. Bei Einnahme von niedrigen Dosen Sertralin bei trächtigen Ratten nahm die Überlebenswahrscheinlichkeit neugeborener Tiere ab. Eine ähnliche Wirkung konnte auch bei anderen Antidepressiva beobachtet werden. Diese lediglich innerhalb der ersten Tage nach der Geburt beobachtete erhöhte Sterblichkeit war nachweislich auf die Exposition gegenüber Sertralin nach dem 15. Tag der Trächtigkeit zurückzuführen. Nach Verabreichung von Sertralin an trächtige Ratten beobachtete Entwicklungsverzögerungen der Jungtiere wurden wahrscheinlich durch die Sertralinwirkung auf die Muttertiere verursacht und daher für die Risikoeinschätzung beim Menschen als irrelevant angesehen.

## Handelsnamen
- Zoloft (D, CH, USA), Tresleen (A); diverse Generika: Adjuvin (A), Asentra (PL) und andere